# Кадь (приток Яйвы)
Кадь — река в России, протекает в Свердловской области и Пермском крае. Устье реки находится в 230 км по левому берегу реки Яйва. Длина реки составляет 76 км, площадь водосборного бассейна — 570 км².
Река берёт начало на территории Карпинского округа Свердловской области, примерно в 5 км от границы с Пермским краем. Исток находится в горах Северного Урала, северо-западнее горы Чердынский Камень (939 м НУМ), на водоразделе рек Яйва и Тыпыл. Вскоре после истока перетекает в Александровский район Пермского края.
Кадь многократно меняет направление течения с западного на северное и назад, огибая окрестные горы. В среднем течении огибает с востока и севера гору Молчанский Камень (713 м НУМ). Русло реки сильно извилистое, почти всё течение реки проходит среди гор и холмов, покрытых таёжным лесом. В среднем и нижнем течении река часто разбивается на протоки, образуя острова. Течение носит горный характер, в русле много порогов и камней, а по берегам много скалистых выходов.
Населённых пунктов на реке нет.
Впадает в Яйву у Усть-Кадынских островов около Тулумских порогов. Ширина реки у устья — 40 метров.

## Притоки (км от устья)
- река Каменка (пр)
- 13 км: река Самара (лв)
- река Заболотная (пр)
- 22 км: река Плясовая (пр)
- 25 км: река Кедровая (пр)
- река Холуистая (пр)
- река Островная (пр)
- река Заболотная (лв)
- река Сенькина (пр)
- ручей Острый (лв)
- ручей Чердынский (лв)

## Данные водного реестра
По данным государственного водного реестра России относится к Камскому бассейновому округу, водохозяйственный участок реки — Кама от города Березники до Камского гидроузла, без реки Косьва (от истока до Широковского гидроузла), Чусовая и Сылва, речной подбассейн реки — бассейны притоков Камы до впадения Белой. Речной бассейн реки — Кама.
Код объекта в государственном водном реестре — 10010100912111100007048.